# Glasco (Kansas)
Pour les articles homonymes, voir Glasco.
Glasco est une ville américaine située dans le comté de Cloud, au Kansas. Selon le recensement de 2020, sa population est de 441 habitants.